# Koncesionářský poplatek

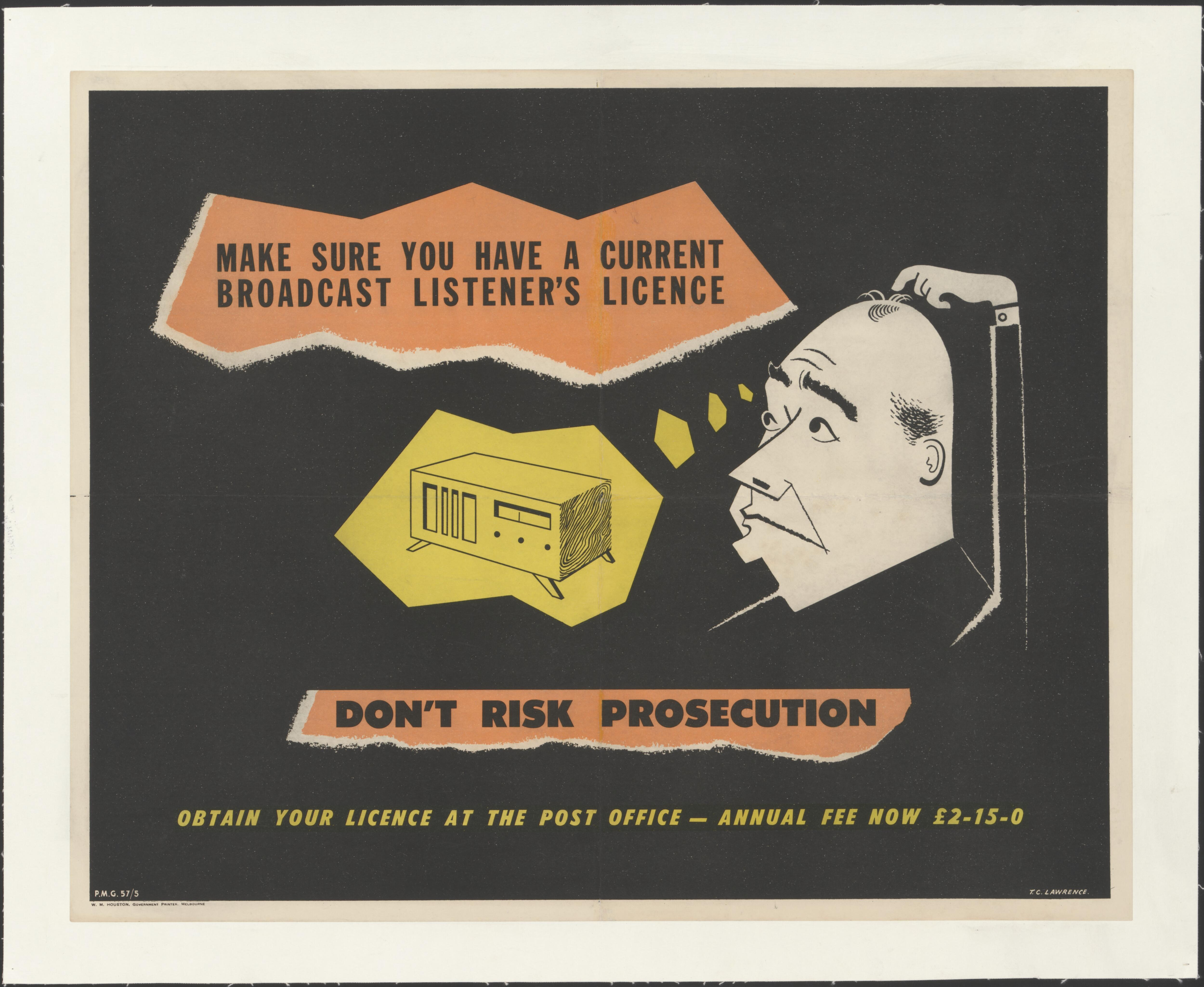
Anglicky psaný reklamní plakát sdělující „Ujistěte se, že máte platnou licenci posluchače vysílání.“

Koncesionářský poplatek (poplatek z přijímače) je poplatek, který v řadě zemí slouží k úplnému nebo částečnému financování televizního či rozhlasového vysílání veřejnoprávních médií a je vybírán za příjem televizního a rozhlasového signálu nebo za vlastnictví takového přijímače. 
V evropských státech se v roce 2016 pohybovala roční výše poplatků mezi 9 a 420 eury. V Česku činí výše poplatků za obě média 2460 Kč ročně za domácnost.

## Historie
Koncesionářský poplatek původně sloužil jako povolení k provozování rozhlasových a televizních přijímačů, nikoli k odběru obsahu, jak je tomu nyní. Příjmy z poplatků následně sloužily k budování a provozování sítě vysílačů. Následně koncese jako povolenky k provozování přijímače skončily a začalo se platit plošně za vlastnictví přijímače, změnila se tedy podstata původního poplatku.

## Situace ve světě

### Česko
V Česku je koncesionářský poplatek stanoven zákonem č. 348/2005 Sb., o rozhlasových a televizních poplatcích. Fyzická osoba má v České republice povinnost platit měsíční paušální poplatek za možnost příjmu rozhlasového a televizního vysílání (platí se jeden poplatek za celou domácnost). Pokud domácnost využívá i další místo k pobývání jako chatu či chalupu, částku odvede pouze jednou. Povinnost odvádět koncesionářský poplatek má i podnájemce. Podniky, organizace a živnostníci do 24 zaměstnanců jsou od poplatků osvobozeni, nad 25 zaměstnanců platí odstupňovaně podle počtu zaměstnanců. Z poplatků je financován provoz a rozvoj České televize a Českého rozhlasu jako provozovatelů tzv. veřejné služby.

### Evropa

Zdroj financování televizí v Evropě
Koncesionářské poplatky
Pouze koncesionářské poplatky
Koncesionářské poplatky a příjmy z reklamy
Koncesionářské poplatky, příjmy z reklamy a státní dotace
Bez koncesionářských poplatků
Státní dotace a příjmy z reklamy
Pouze státní dotace
Pouze komerční (soukromé) stanice
Neznámé

V Evropě se financování veřejných médií různí. Některé země upřednostňují placení prostřednictvím koncesionářských poplatků, jiné přímé financování ze státního rozpočtu. Často je do příjmů zmíněných médií zařazen i příjem z reklamy.

## Smysl poplatku oproti státnímu financování
Tím, že je financování odděleno od vlivu státního rozpočtu, je koncesionářský poplatek považován za garanci nezávislosti médií. Jako státní médium je oproti veřejnoprávnímu médiu považováno takové masové médium, které je financováno ze státních financí, tedy z příjmů státu. Někdy bývá pojem státní médium spojován i s přímým ovládáním obsahu ze strany politiků či vládců.

### Další přístupy
Existují názory, které se snaží toto vnímání poplatků změnit. K nezávislosti veřejnoprávních médií je kladena otázka, zda nejsou i přes financování nezávislém na státu spíše státní, když jsou to politici, kteří určují, jaké výše příjmů budou mít tato média. A jelikož stát rozhoduje o výši výběru financí na jejich provoz od občanů, jedná se spíše o formu daně, než o koncesionářský poplatek.
V roce 2023 byl proto například koncesionářský poplatek zrušen na Slovensku, kde RTVS přešlo na financování ze státního rozpočtu, nebo v roce 2022 ve Francii. V Česku se proti koncesionářským poplatkům vyslovil například Tomio Okamura nebo Svobodní, kteří navrhli jejich dobrovolnost.